# Mikael Agricola
Mikael Olofsson Agricola (finskt uttal: [ˈmikɑel ˈɑɡrikolɑ]
 ( lyssna)), född cirka 1507 i Torsby i Pernå socken i östra Nyland, död 9 april 1557 i Nykyrka socken nära Viborg, var reformator för Finland, biskop i Åbo stift åren 1554–1557, samt rektor för Åbo skola. Han uppfattas som det finska skriftspråkets fader och var förespråkare för den protestantiska reformationen i Sverige, inklusive Finland under den svenska tiden.

## Biografi

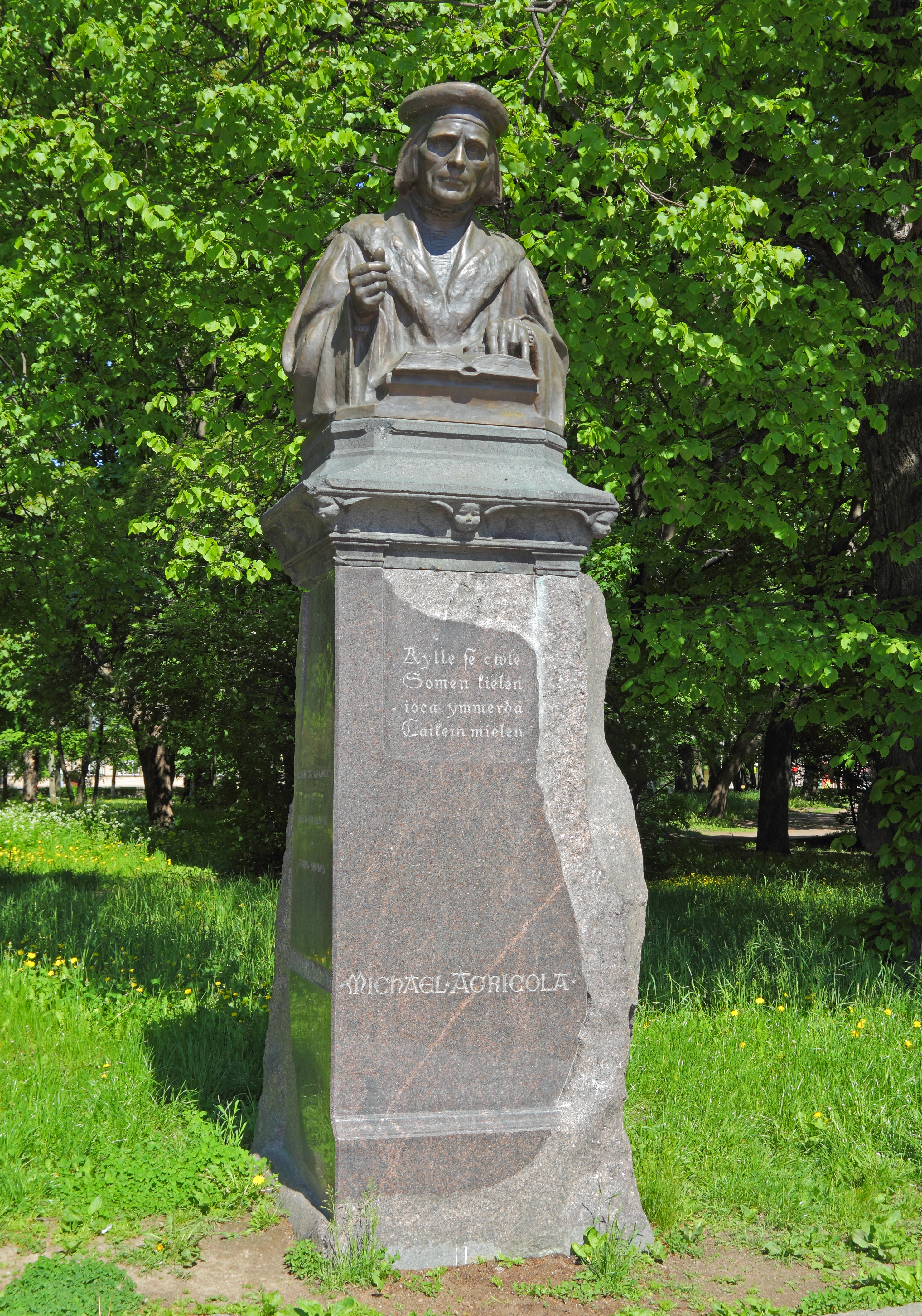
Byst över Agricola i Viborg.

Mikael Agricola var son till en nyländsk bonde och hans skolgång började i Viborg, på Viborg latinskola. Han gick tidigt över till protestantismen och blev 1529 sekreterare åt biskopen Martin Skytte i Åbo stift. Han studerade teologi och språk vid Wittenbergs universitet för både Martin Luther och Philipp Melanchthon under perioden 1536–1539.
Efter att ha utexaminierats som magister blev Agricola, tillsammans med Georg Norman, på sommaren samma år anställd som lärare åt prinsarna Erik och Johan (framtida Erik XIV och Johan III respektive) i Stockholm. Det blev dock en kort vistelse i Stockholm och han återvände till Åbo för att bli rektor vid katedralskolan. Han stannade i den tjänsten till 1548, då han tog arbete som biskop Skyttes assistent fram till dennes död i slutet av år 1550.
År 1554 tillsattes han som biskop i Åbo stift och blev därmed Finlands förste protestantiske biskop.

## Det finska skriftspråkets fader
Mikael Agricola kallas ofta det finska skriftspråkets fader, då han publicerade de första tryckta böckerna på finska och genom dessa skapade en skriftspråksnorm. Den första boken var Abckiria, ABC-boken, som var en samling av de viktigaste områdena inom den kristna tron såsom budorden, Fader vår, trosbekännelsen med mera. Sedan följde den cirka 900 sidor tjocka böneboken Rucouskiria 1544, sedan hans översättning av Nya Testamentet, Se Wsi Testamenti, 1548 och Davids psalmer 1551–1552 till finska. Han gav även ut Luthers lilla katekes med flera böcker. Han baserade sitt skrivsätt på svenskan, eftersom Finland var en del av Sverige och svenska var det förhärskande språket i landets officiella liv, vid sidan om lågtyska[källa behövs] och latin.
Agricolas nedtecknade finska baserades på dialekterna i området kring Åbo.
Var han lärt sig finska är omtvistat. Hans hemby var svenskspråkig, men hans mor kan ha varit från det finskspråkiga inlandet. Vissa drag i hans språk tyder på influenser i barndomen, både från inlandet och från estniskan (kontakterna över Finska viken var rätt livliga), också om hans finska språk i huvudsak bygger på dialekterna i sydväst. Det är tydligt att han hade lätt för språk, varför hans goda och idiomatiska finska kan ha inhämtats senare än i hemmet.

## Freden i Novgorod
Efter Gustav Vasas ryska krig 1555–1556 sändes Agricola i en delegation till Moskva i februari 1557, i vilken ingick också ärkebiskop Laurentius Petri, riksråden Sten Leijonhuvud, Bengt Gylta, Knut Lillie samt sekreteraren Olov Larsson för att fredsförhandla med Ivan IV Vasiljevitj (Ivan den förskräcklige). Uppdraget lyckades och freden slöts i Novgorod den 2 april 1557, men Mikael Agricola avled den 9 april i sin släde under hemresan. Agricola begravdes troligtvis inne i Viborgs domkyrka, men gravens exakta läge är inte känt.

## Eftermäle
Agricolas eftermäle är som Finlands reformator och det finska skriftspråkets eller den finska litteraturens fader.
Mikael Agricola-dagen uppmärksammas inom Evangelisk-lutherska kyrkan den 9 april årligen. Dagen markeras även som finska skriftspråkets dag och Undervisnings- och kulturministeriet delar samtidigt ut priser för informationsspridning. Ett antal stiftelser och sällskap tar också namn efter Mikael Agricola, liksom Mikael Agricola-priset till en förtjänt översättare.
Mikael Agricola-kyrkan i Helsingfors är namngiven efter honom. Ett flertal statyer av Agricola finns uppställda i Finland, bland annat hos Åbo stift, i domkyrkan i Helsingfors och tidigare även framför Viborgs gamla domkyrka i nuvarande Ryssland. Den senare förstördes under Finska vinterkriget, men har bevarats i replikor som den i Lahtis.
Asteroiden 3212 Agricola är uppkallad efter Agricola.